# Aéroport municipal de Chatham
L'aéroport municipal de Chatham (OACI : KCQX, FAA IATA : CQX) est un aéroport public situé à 3 km au nord-ouest du quartier central des affaires de Chatham, une ville du comté de Barnstable, Massachusetts, États-Unis. L'aéroport appartient à la ville de Chatham.